# Un poco más
Un poco más es un álbum de estudio del boy band puertorriqueña MDO, lanzado en 1999 por la discográfica Sony Music. La formación del grupo en esa época incluía a Abel Talamántez, Alexis Grullón, Didier Hernández y Anthony Galindo, quienes no solo interpretaron las canciones, sino que también contribuyeron en la composición y producción del disco. 
Con 12 pistas, incluyendo éxitos como "Dame un poco más", "No puedo olvidar" y "Baila la rumba", el álbum destacó la versatilidad musical del grupo. La producción estuvo a cargo de Alejandro Jaén, mientras que la dirección artística fue supervisada por Edgardo Díaz, creador del grupo. En un intento de madurar su imagen, los integrantes proyectaron una estética más sofisticada, reflejando la evolución tanto personal como musical de la banda.
El lanzamiento fue acompañado por una gira promocional que pasó por Estados Unidos, Puerto Rico y México, incluyendo shows en lugares emblemáticos como el Madison Square Garden y el Teatro Bellas Artes. El álbum recibió críticas favorables, destacándose sus armonías vocales. Comercialmente, alcanzó posiciones relevantes en las listas de Billboard y fue certificado con discos de oro y platino por sus altas ventas. Además, el trabajo fue nominado a premios importantes, consolidando a MDO como una de las principales referencias del pop latino juvenil a finales de los años 90.

## Producción y composición
La dirección artística del proyecto estuvo a cargo de Edgardo Díaz, creador y empresario del grupo, mientras que la dirección y producción musical fueron dirigidas por Alejandro Jaén. Además de cantar, los miembros del grupo también actuaron como compositores y participaron en la producción del disco, contribuyendo también con los arreglos. Alexis y Abel escribieron cinco canciones en español y una en inglés, todas en colaboración con el arreglista Tomás Torres.
El miembro Alexis informó que varias canciones que compuso no fueron incluidas en la selección final del repertorio del CD. Sobre el hecho de componer a tan corta edad, Abel respondió: "Cuando me inspiro para escribir, no incluyo solo cosas que me han pasado a mí personalmente, sino que también dejo fluir la imaginación y escribo sobre otras cosas que alguien me contó o que podrían sucederle a cualquiera". El cantante también reveló que no tiene preferencia entre cantar y componer.
En una entrevista, Didier afirmó: "Queremos que el público sepa que no somos solo cuatro chicos que bailan y hacen que las chicas griten, también somos músicos". Sobre el proceso de composición, el grupo dijo: "Hay canciones en las que la melodía surgió primero, y otras en las que la letra vino antes. Sin embargo, en la mayoría de los casos, las canciones nacieron primero como melodía y luego se convirtieron en música".
En cuanto al aspecto visual, los artistas diseñaron una imagen diferenciada con respecto a su trabajo anterior. Según Alexis: "Queríamos un cambio porque queríamos alejarnos de esa imagen de 'niños pequeños' y hacer que el público nos viera como más maduros. Nuestros fans crecieron mientras nosotros crecíamos, y ahora podemos hacer cosas más agresivas y sensuales". La imagen proyectada era mucho más limpia: se vestían de manera juvenil, pero al mismo tiempo parecían formales. El grupo afirmó: "Para nosotros, la imagen que mostramos a nuestro público es fundamental; queremos causar la mejor impresión, no solo con nuestra música".

## Lanzamiento y promoción
En cuanto a la promoción, el grupo reveló en una entrevista que los viajes y la gira promocional fueron aún más importantes que los de su primer disco de carrera, lanzado en 1997, ya que se sintieron más responsables por haber tenido participación directa en la producción, en colaboración con el productor Alejandro Jaén.
Para el lanzamiento mundial del disco, Alex, Abel, Anthony y Didier realizaron en febrero de 1999, un show en vivo en Puerto Rico, en el Teatro Bellas Artes, ante más de 2 mil fans. Un mes después, iniciaron su gira promocional por los Estados Unidos, visitando ciudades como Los Angeles, Miami, Nueva York (en el Madison Square Garden), Chicago y San José, en California. Posteriormente, regresaron a Puerto Rico para promover su primer sencillo, y siguieron a México donde realizaron conciertos en Acapulco y Monterrei.
El grupo participó en un concierto navideño en Disneylandia, donde cantaron las canciones "Un Poco Mas", "No Puedo Olvidar" y "Me Haces Sonar". El evento fue asistido por más de 1,500 espectadores que estaban en la audiencia.

## Sencillos
"No puedo olvidar" fue lanzado como primer sencillo. En laslistas musicales de la revista Billboard, la canción alcanzó el primer lugar en las categorías Hot Latin Tracks y Latin Pop Airplay, además de alcanzar la cuarta posición en Latin Tropical/Salsa Airplay, marcando presencia en diferentes segmentos musicales latinos.
"Dame un poco más" fue lanzado en español y en inglés, bajo el título "Groove With Me Tonight". La versión en español alcanzó la posición número 11 y 6 en las listas musicales de la revista Billboard, Hot Latin Songs y Latin Pop Airplay, respectivamente. Sobre el videoclip promocional, Galindo afirmó: "en el nuevo video que grabamos (para 'Dame Un Poco Más'), estamos besando chicas (...) Es un video más maduro. Es como cosas que queremos hacer. No son cosas que no podíamos hacer por nuestra edad e imagen". Las grabaciones se realizaron en Nueva York.
"Baila la rumba" fue lanzada como sencillo promocional en México, en 1999.

## Recepción crítica
En relación con las reseñas de los críticos especializados en música, la mayoría reaccionó de forma favorable.
El crítico del sitio AllMusic evaluó con dos estrellas y media sobre cinco, y afirmó que MDO preserva el legado de Menudo mientras presenta un enfoque más moderno y sofisticado. Elogió las armonías vocales del cuarteto, así como la entrega de las canciones, que evita exageraciones emocionales. Entre los puntos destacados, eligió la canción en inglés "Groove With Me Tonight", "Baila La Rumba" y "Un Mundo Nuevo". Sin embargo, fue en "Toma mis Manos" donde el crítico vio el auge del estilo de MDO, capturando la esencia de la sensualidad dulce y segura que define la sensibilidad del pop latino.
El crítico de la revista Billboard afirmó que el álbum refuerza la posición de MDO como una versión latina de los Backstreet Boys y 'N Sync, destacando canciones como "No Puedo Olvidar" y "Dame Un Poco Más" por su potencial de éxito en las radios latinas y anglófonas. También señaló a "Fantasy" como una apuesta prometedora para conquistar el mercado internacional, gracias a su estilo vibrante y accesible.
Deborah Davis, del periódico mexicano El Norte, evaluó con tres estrellas sobre cinco, y afirmó que el álbum era superior al anterior, y que las canciones menos destacadas son las más melosas, como la pista "Yo solo pienso en ti". Para la periodista, lo mejor de MDO es que sus integrantes cantan y bailan bien, sin ser solo rostros bonitos, y que el trabajo llegó en un momento oportuno, cuando el mercado latino exige música cantada en español para jóvenes.

## Premios y nominaciones
En los Billboard Latin Music Awards, el álbum fue nominado en la categoría de Álbum Pop del Año (Grupo), en la que también competían Amor, Familia Y Respeto de A.B. Quintanilla y Los Kumbia Kings, Mi Gloria, Eres Tú de Los Tri-O, y el ganador MTV Unplugged de la banda mexicana Maná.
El video promocional de "No Puedo Olvidar" fue nominado en la categoría de Video del Año en el undécimo Premio Lo Nuestro. El ganador de la categoría fue "Esperanza", del cantante Enrique Iglesias.

## Desempeño comercial
El álbum tuvo éxito comercial. En Estados Unidos, alcanzó las posiciones número 39 y 15 en las listas musicales de la revista Billboard Top Latin Albums y Latin Pop Albums, respectivamente. Las ventas alcanzaron 111 mil copias entre Estados Unidos y Puerto Rico, en pocas semanas de comercialización.
La discográfica del grupo les otorgó un disco de oro por las notables ventas provenientes de América Central.

## Lista de canciones
| N.º | Título                              | Escritor(es)                                       | Performer        | Duración |  |
| 1.  | «Dame Un Poco Más»                  | A. Talamántez, A. Grullón, T. Torres               | Abel Talamántez  | 3:57     |  |
| 2.  | «No Puedo Olvidar -Ballad Version-» | A. Talamántez, A. Grullón, T. Torres               | Didier Hernández | 3:42     |  |
| 3.  | «Baila La Rumba»                    | C. Villa, A. Monroy                                | Anthony Galindo  | 4:02     |  |
| 4.  | «Yo Sólo Pienso En Ti»              | Alejandro Jaén                                     | Alexis Grullón   | 4:14     |  |
| 5.  | «Diana»                             | A. Talamántez, A. Grullón, T. Torres, M. Grillasca | Abel Talamántez  | 4:03     |  |
| 6.  | «Tú Me Haces Soñar»                 | A. Talamántez, A. Grullón, T. Torres               | Didier Hernández | 3:37     |  |
| 7.  | «Un Mundo Nuevo»                    | M. Grillasca, T. Torres                            | Alexis Grullón   | 3:43     |  |
| 8.  | «Será Por Eso»                      | Rafael Vergara                                     | All the group    | 3:55     |  |
| 9.  | «Toma Mis Manos»                    | D. Hernández, A. Talamántez, A. Grullón, T. Torres | Anthony Galindo  | 4:06     |  |
| 10. | «No Puedo Olvidar -Pop Version-»    | A. Talamántez, A. Grullón, T. Torres               | Didier Hernández | 4:27     |  |
| 11. | «Groove With Me Tonight»            | A. Talamántez, A. Grullón, T. Torres               | Abel Talamántez  | 3:54     |  |
| 12. | «Fantasy»                           | J. Santiago, A. Jaén, L. Matinee, D. Nieves        | Alexis Grullón   | 4:29     |  |

## Posicionamiento en listas

### Semanales
| Lista musical (1999)                        | Mejor posición |
| ------------------------------------------- | -------------- |
| Estados Unidos (Billboard Top Latin Albums) | 39             |
| Estados Unidos (Billboard Latin Pop Albums) | 15             |

## Certificaciones y ventas
| Región                     | Certificación | Ventas  |
| -------------------------- | ------------- | ------- |
| Estados Unidos Puerto Rico | Platino       | 111,000 |
| América Central            | Oro           | —       |